# Donald Campion
Donald Campion, britanski general, * 1898, † 1964.